# Gramercy Park

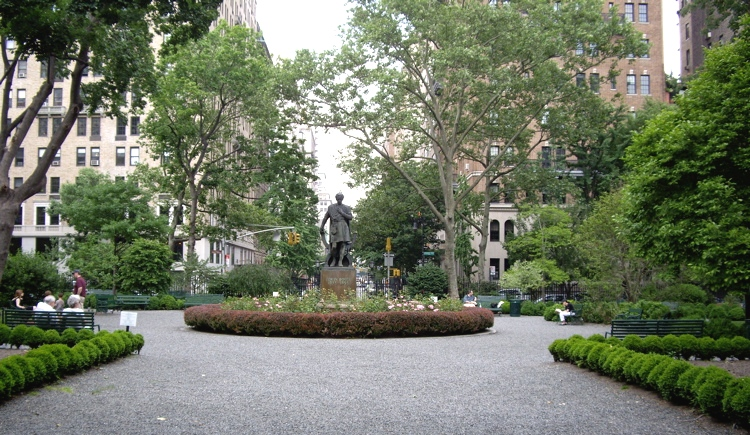
Parken, Gramercy Park, som gett stadsdelsområdet sitt namn.

Gramercy Park, även kallad Gramercy, är ett stadsdelsområde på Manhattan i New York, belägen mellan 14th Street, First Avenue, 30th Street, och Broadway. 
Mellan 20th och 21st Street ligger själva parken Gramercy Park som gett området sitt namn och som är en privatägd park dit endast boende runt omkring har tillträde, med undantag för en dag om året då parken även är öppen för allmänheten.